# 卡坦端内斯省
卡坦端内斯省，菲律賓華人称葛丹戀尼示省，是菲律賓呂宋比科爾區政區的一個省份，首府為比拉克（Virac），東隔馬卻達海峽與南甘馬粦省相望。
1. ↑  . 菲律賓聯合日報. 2024-08-03. （原始内容存档于2023-02-04） （中文）.